# Sina-Aline Geißler
Sina-Aline Geißler (* 1965) ist eine deutsche Schriftstellerin und Journalistin. Geißler wurde 1990 bundesweit bekannt durch die Veröffentlichung ihrer Lebensgeschichte in dem Buch Lust an der Unterwerfung. Frauen bekennen sich zum Masochismus, in dem sie sich selbst als Masochistin outete. Im Rahmen des folgenden großen Presseechos erschien unter anderem eine Titelgeschichte des stern Ich bin Masochistin – Sina Geißler, 24, bricht ein Tabu (stern Nr. 10, 1990).
Insbesondere nach der Titelgeschichte des „stern“ kam es aus Teilen der Frauenbewegung zu scharfen Protesten und zu einer Besetzung der Redaktionsräume der Zeitschrift. Im Rahmen einer Strafanzeige warfen Kritikerinnen dem Blatt die Verherrlichung von Gewalt, die Aufforderung zur Vergewaltigung sowie die Beleidigung von Frauen und Mädchen vor.
Im 1990 erschienenen Nachfolgeband Mut zur Demut. Erotische Phantasien von Frauen schildert die Autorin die Fantasien sadomasochistischer Frauen. Der Band enthält drei Geschichten, die zuvor fast wörtlich in der Zeitschrift Schlagzeilen des Charon-Verlages erschienen waren, darunter die Erzählung eines Mannes, die nun als die einer Frau dargestellt wird. Geißler gab später an, die Texte anonym zugesandt bekommen zu haben, die ursprünglichen Autoren erhielten Zahlungen des Verlags.

## Werke
- Lust an der Unterwerfung. Frauen bekennen sich zum Masochismus. Heyne 1992, ISBN 3453052331.
- Mut zur Demut. Erotische Phantasien von Frauen. 2. Auflage. Hestia 1992, ISBN 3894570245.
- Doppelte Lust. Bisexualität heute – Erfahrungen und Erkenntnisse. Scherz 1993, ISBN 3502132631.
- Immer, wenn ich mich verführe. Weibliche Selbstbefriedigung – ein Tabu wird gebrochen. Hestia 1994, ISBN 3894570504.
- Im Namen der Liebe. Sechzehn ungewöhnliche Geschichten. Heyne 1994, ISBN 3453075765.
- Freundin oder Feindin. Rivalität zwischen Frauen. Heyne 1995, ISBN 3453070364.
- mit Wolfgang Bergmann: Der Lolita-Komplex. Wenn ältere Männer junge Frauen lieben. Heyne 1995, ISBN 3453065069.
- Die Wünsche der Frauen. Erotische Phantasien um Macht und Liebe. Pabel-Moewig 2005, ISBN 3811818104.
- Verführ mich. CD. Frauen erzählen. (Audio-CD) EFF ESS Verlag, Bonn 2005, ISBN 393273307X.